# Barbarian Queen
Barbarian Queen (Reina salvaje en Argentina, La reina de Barbaria en España) es una coproducción de Argentina y Estados Unidos de fantasía-aventura dirigida por Héctor Olivera y protagonizada por Lana Clarkson. Este filme de 1984 fue uno de los diez que el productor estadounidense Roger Corman realizó con su productora Rodeo Productions en Buenos Aires y en asociación con Aries Cinematográfica Argentina, en el período entre 1982 y 1990.

## Trama
Un tranquilo pueblo bárbaro se prepara para celebrar la boda de la reina Amethea (Lana Clarkson) con el príncipe Argan (Frank Zagarino). Durante los preparativos para la ceremonia nupcial, las fuerzas de Lord Arrakur (Arman Chapman) atacan la aldea. Después de violar en grupo a la hermana menor de Amethea, Taramis (Dawn Dunlap), los atacantes toman prisioneros al príncipe Argan y a Taramis, junto con varios otros. Los aldeanos restantes son masacrados. La reina Amethea, su doncella Estrild (Katt Shea) y la guerrera Tiniara (Susana Traverso) sobreviven al ataque y parten hacia la ciudad de Arrakur para rescatar a los prisioneros y buscar venganza por la destrucción de su aldea.
En el camino, las tres mujeres se encuentran con un pequeño campamento de las fuerzas de Arrakur. Amethea y Tiniara tienden una emboscada y matan a los hombres, descubriendo a Taramis cautiva dentro del campamento, quien aparentemente ha quedado traumatizada por su experiencia y actúa retraída y delirante.
En las afueras del reino de Arrakur, las mujeres conocen a los miembros de una fuerza de resistencia clandestina que aceptan ayudar a introducir clandestinamente al grupo de Amethea en la ciudad, pero se niegan a tomar las armas con ellos contra el tiránico Arrakur. Dentro de las puertas de la ciudad, Amethea descubre que Argan y los otros hombres sacados de su aldea están siendo obligados a luchar como gladiadores en la arena en el centro de la ciudad. Mientras tanto, Taramis se da cuenta de que Arrakur encabeza una procesión de tropas hacia su palacio y se acerca a él. Arrakur reconoce a Taramis del campamento y le permite acompañarlo al interior, mientras que en otra parte de la ciudad, Estrild es atacada y violada por dos de los guardias de Arrakur. Amethea y Tiniara salen en su defensa, pero las mujeres son dominadas y hechas prisioneras.
Estrild se convierte en una de las chicas del harén que satisfacen los deseos de los gladiadores, donde se reúne con Argan y le cuenta sobre su fallido intento de rescate. Amethea y Tiniara son interrogadas por separado; Tiniara muere en un intento de fuga, mientras que Amethea es enviada al calabozo para ser torturada.
Arrakur y su nueva concubina Taramis visitan a Amethea en el calabozo, donde la han desnudado salvo por un collar de cuero y una tanga, y la encuentran siendo estirada en el potro por el principal torturador (Tony Middleton). Taramis finge no conocer a Amethea, mientras Arrakur exige información sobre los rebeldes que ayudaron a Amethea a entrar en la ciudad. Amethea se niega a hablar y Arrakur exige respuestas por la mañana y se despide. Mientras tanto, Argan, los otros gladiadores y Estrild planean un levantamiento contra Arrakur.
Más tarde, el torturador viola a Amethea, pero ella usa su fuerza femenina para apretar dolorosamente su virilidad durante el asalto, obligándolo a liberarla del potro, tras lo cual Amethea lo arroja a un charco de ácido y escapa del calabozo.
Al encontrar a Estrild, las dos mujeres huyen del castillo y se reagrupan con los rebeldes, quienes aceptan ayudar en el derrocamiento planeado de las fuerzas de Arrakur lideradas por Argan durante los juegos de gladiadores. Amethea y los rebeldes se unen a los gladiadores en el ataque. Amethea lucha contra Arrakur en un combate uno a uno durante un combate cuerpo a cuerpo, pero es derrotada y desarmada por él. Sin embargo, antes de que Arrakur pueda asestar el golpe mortal, Taramis lo apuñala por la espalda y lo mata. Amethea y Argan se reúnen y celebran la liberación de la ciudad de la tiranía de Arrakur.

## Reparto
- Lana Clarkson como Amethea
- Katt Shea como Estrild
- Frank Zagarino como Argan
- Dawn Dunlap como Taramis
- Susana Traverso como Tiniara
- Víctor Bó como Strymon
- Armando Capó como Arrakur (como Arman Chapman)
- Andrea Barbieri como Zoraida (como Andrea Barbizon)
- Tony Middleton como Zohar
- Andrea Scriven como Dariac
- Roberto Catarineu como Shibdiz (como Robert Carson)
- Matilde Mur como Eunuco (como Matilda Muir)
- Eddie Pequenino como Vendedor de esclavos (como Eddie Little)
- Patrick Duggan como Shaman
- Lucy Tiller como Orellia
- Iván Grey como Karax (como Ivan Green)
- Theodore McNabney como Cerus (como Theo McNabney)
- Ricardo Jordán como Vanir (como Richard R. Jordan)
- John Head como Alfana
- Daniel Seville como Kantaka
- Roberto Catarineu como Shibdiz
- Eva Adanaylo como Ciega (como Eva Donnelly)
- Enrique Fynn Sastre como Guardia (como Henry Finn)
- Grace Castle como Amante de Arrakur
- Luis Alday como Guerrero (como Louis Alday)
- Norman Friedman como Guerrero
- Alexander Essex como Guerrero
- Daniel Ripari como Guerrero (como Guy Reed)
- Alfredo Alesandrini como Guerrero (como Alfred Alexander)
- Arturo Noal como Guerrero (como Arthur Neal)
- Vincent Ruberto como Monje
- Marcos Woinsky como Mano derecha de Arrakur (Sin acreditar)